# محوطه در اشکفت ۲
محوطه در اشکفت ۲ مربوط به دوران پیش از تاریخ ایران باستان - عصر آهن - دوره هخامنشی - دوره اشکانیان است و در شهرستان فارسان، بخش مرکزی، دهستان میزدج سفلی، ۲/۷ کیلومتری جنوب روستای گوشه واقع شده و این اثر در تاریخ ۲۷ اسفند ۱۳۸۷ با شمارهٔ ثبت ۲۶۵۷۱ به‌عنوان یکی از آثار ملی ایران به ثبت رسیده است.